# Suddenly (film, 2013)
Pour les articles homonymes, voir Suddenly.
Pour plus de détails, voir Fiche technique et Distribution.
Suddenly est un film canadien réalisé par Uwe Boll, sorti en 2013. Il s'agit d'un remake de Je dois tuer.

## Synopsis
Ellen, veuve de guerre, vit avec son fils Pidge et son père dans la petite ville de Suddenly. Todd, vétéran des marines au service du shérif, qui a vu tomber son mari en Irak, tente de l'entourer de son affection. Mais Ellen le repousse depuis toutes ces années. Un matin, branle-bas de combat dans la bourgade où le président des États-Unis descend en visite. Tandis que les services secrets quadrillent Suddenly, un étrange escadron se dirige droit sur la maison d'Ellen, idéalement située sur les hauteurs. Menés par Baron, quatre tueurs sont missionnés pour abattre l'homme d'État. Ils séquestrent Ellen et sa famille et organisent un poste de tireur embusqué. Todd, bien que sur la mauvaise pente, saisit la chance qui lui est offerte de déjouer la tentative d'assassinat.

## Fiche technique
- Titre : Suddenly
- Titre anglais : Code Black: President Down
- Genre : guerre, thriller
- Classification : interdit aux moins de 12 ans

## Distribution
Sauf indication contraire, les informations mentionnées dans cette section peuvent être confirmées par la base de données cinématographiques IMDb,  présente dans la section « Liens externes ».
- Ray Liotta : Todd Shaw
- Erin Karpluk : Ellen
- Dominic Purcell (VF : Éric Aubrahn) : Baron
- Don MacKay : Pete
- Steve Bacic : Dan Carney
- Michael Paré : Conklin
- Garry Chalk : le shérif Grant
- Brendan Fletcher : l'adjoint Anderson
- Tyron Leitso : Wheeler
- Eric Keenleyside : le maire

 Source et légende : version française (VF) sur RS Doublage